# میلنیا فیدلر
میلنیا فیدلر (لهستانی: Milenia Fiedler؛ زادهٔ ۲۰ دسامبر ۱۹۶۶) یک تدوین‌گر اهل لهستان است.
از فیلم‌ها یا مجموعه‌های تلویزیونی که وی در آن‌ها نقش داشته‌است، می‌توان به سرپیشخدمت، همبستگی، همبستگی...، اِتِـر، جسم خارجی، تاتاراک، کاتین و والسا: مرد امید اشاره نمود.